# Fernán Pérez de Guzmán
Fernán Pérez de Guzmán, auch Fernando Pérez de Guzmán (* um 1377; † um 1460) war ein spanischer Schriftsteller und Historiker. Pérez de Guzmán gilt als einer der Wegbereiter der spanischen Geschichtsschreibung.

## Leben
Pérez de Guzmán stammte aus einer angesehenen und einflussreichen Familie. Sein Vater war Pedro Suárez de Guzmán, ein hoher andalusischer Beamter, seine Mutter Doña Elvira de Alyala, die Schwester von Pedro López de Ayala, dem Kanzler am Hof Königs Juan II. Wohl zwischen 1375 und 1380 geboren, wird er erst für das Jahr 1421 das erste Mal in den Quellen erwähnt, als er als Gesandter des Infanten Enrique III. zu dessen Mutter Leonor von Aragón geschickt wurde. 1431 nahm er unter dem Bischof Gutierre de Toledo, seinem Cousin, an der Schlacht von La Higueruela teil. Anschließend wurde er gemeinsam mit seinem Cousin, der des Verrats verdächtigt wurde, verhaftet, kurz darauf wurden jedoch beide mangels Beweisen wieder freigelassen. Anschließend scheint er aus dem Militärdienst ausgetreten zu sein und sich nach Batras zurückgezogen zu haben. Er genoss eine große Reputation als Dichter. Zu seinen Freunden zählten Alonso de Cartagena, Humanist und Bischof von Burgos, bei dessen Tod er ein Klagelied verfasste, und die gelehrten Brüder Pablo und Alvar Garcia de Santa María.
Sein Ruhm als Geschichtsschreiber gründet sich vor allem auf sein 1512 erstmals gedrucktes Werk La mar de historias („Meer der Geschichten“). Das dreiteilige Werk ist an das Mare historicum des Johannes de Columna angelehnt, nach dem es benannt ist. Die ersten beiden Teile behandeln das Spanien der vorarabischen Zeit. Der dritte Teil, Generaciones y semblancas, enthält 36 Prosaporträts der wichtigsten Persönlichkeiten aus Pérez’ eigener Zeit. Pérez de Guzmán porträtierte vor allem Personen der Höfe Juans II. und Enriques III., die er persönlich gekannt hatte, und zwar mit einer solchen Präzision und Detailfülle, dass man ihn teilweise zu einem „spanischen Plutarch“ erklärte. Er verfasste auch mehrere weitere Prosawerke sowie einige Gedichte, die in das Cancionero de Baena (das Liederbuch des Juan Alfonso de Baena) aufgenommen wurden. Sein wichtigstes Gedicht ist das panegyrische Loores de los claros varones de España („Lob der großen Männer von Spanien“) in 409 achtzeiligen Strophen. Hierin besingt Pérez alle berühmten Spanier vom mythischen König Geryon über die spanischen Römer (z. B. Seneca und Trajan) bis zu Papst Benedikt XIII. und den spanischen Schriftstellern. Die restlichen Gedichte lassen sich in didaktisch-moralische bzw. religiöse auf der einen und Liebes-, Gelegenheits- und politische Gedichte auf der anderen Seite einteilen.

## Werke
- Generaciones y semblanzas (1512)
- Some Unpublished Poems of Fernán Pérez de Guzmán. Herausgegeben und eingeleitet von Hugo A. Rennert. John Murphy & Co, Baltimore 1897 (Digitalisat im Internet Archive).
- Pen portraits of illustrious Castilians. Übersetzt, kommentiert und eingeleitet von Marie Gillette und Loretta Zehngut. The Catholic University of America Press, 2003.